# Terry Driscoll
Edward Cuthbert "Terry" Driscoll, Jr., né le 28 août 1947 à Winthrop, Massachusetts, est un joueur puis entraîneur américain de basket-ball. Il évoluait au poste d'ailier.